# The Lonely Guy
The Lonely Guy (br: Rapaz Solitário) é um filme estadunidense de 1984, do gênero comédia romântica, dirigido por Arthur Hiller.

## Sinopse
Um escritor, enganado pela namorada, escreve um livro best-seller sobre um rapaz solitário e torna-se o amante mais procurado.

## Elenco
- Steve Martin .... Larry Hubbard
- Charles Grodin .... Warren Evans
- Judith Ivey .... Iris
- Steve Lawrence .... Jack Fenwick
- Robyn Douglass .... Danielle